# Turkmen Sahra

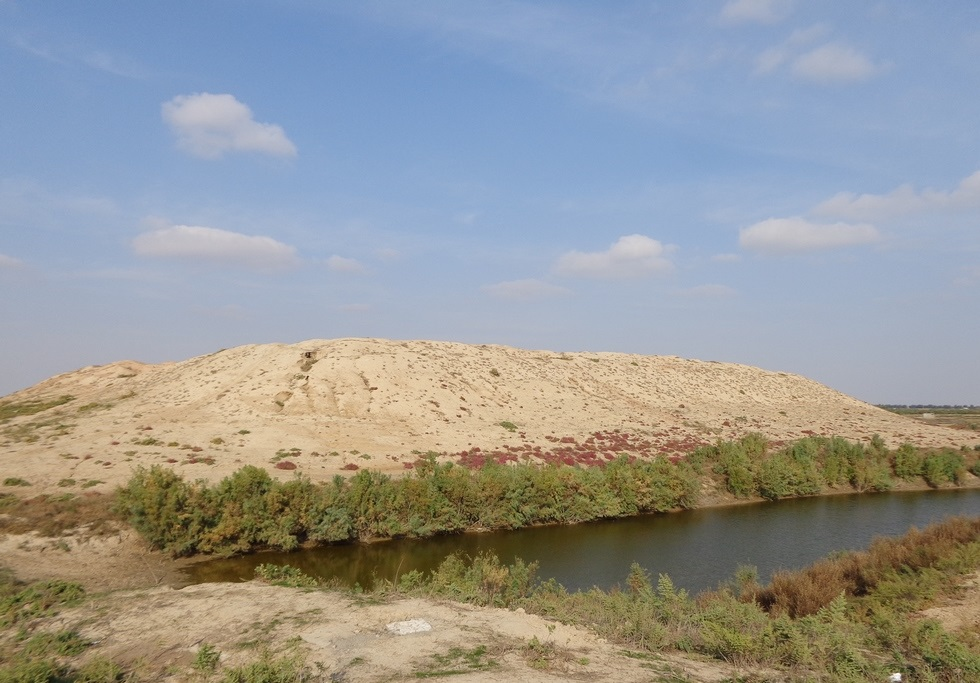
Le antiche colline di Anoshirvan nel Sahra turkmeno

Il Turkmen Sahra (in persiano ترکمن صحرا‎) è una regione nel nord-est dell'Iran, vicino al Mar Caspio, al confine con il Turkmenistan. Gli abitanti sono per la maggior parte di etnia turkmena. Le città più importanti del Turkmen Sahra sono Gonbad-e Kavus, Aq Qala, Kalaleh, Maraveh Tappeh, Gomishan e Bandar Torkaman. Secondo l'Ethnologue, nel Turkmen Sahra ci sono circa 719.000 turkmeni.